# Matthäus Arnold Wilckens
Matthäus Arnold Wilckens (* 1704 in Hamburg; † 11. Juni 1759 ebenda) war ein deutscher Jurist und Dichter.

## Leben und Wirken
Matthäus Arnold Wilckens war ein Sohn des Archivars Nicolaus Wilckens, der mit Susanna Maria Trainer, verwitwete Ester, verheiratet war. In Hamburg besuchte er das Akademische Gymnasium. Nach der Immatrikulation am 26. April 1725 an der Universität Leipzig studierte er Jurisprudenz. Nach der Promotion 1737 kam er zurück nach Hamburg, wo er aber nicht als Jurist arbeitete. Am 6. Juni 1741 heiratete er Margaretha Catharina vom Kampe (1715–1767).
Wilckens interessierte sich sehr für Literatur. Er legte eine nach seinem Tod versteigerte, bedeutende Bibliothek an. Hierzu erschien 1761 ein gedruckter Auktionskatalog. Wilckens galt als reger Teilhaber des gesellschaftlichen Lebens in Hamburg. Er besuchte regelmäßig die Gesellschaften des Arztes Peter Carpsers, die freitags stattfanden. Seit der Schulzeit war er mit Friedrich von Hagedorn befreundet und dessen einziger Korrespondent, der ihn zu Lebzeiten duzte. Gemeinsam gaben sie den Auszug des Irdischen Vergnügens in Gott ihres Freundes Barthold Heinrich Brockes heraus. Dokumente in der Staats- und Universitätsbibliothek Hamburg zeigen, dass Wilckens auch Schriftwechsel mit Johann Bernhard Basedow, Nikolaus Dietrich Giseke, Georg Philipp Telemann und Daniel Wilhelm Triller führte.
Als Dichter beteiligte sich Wilckens an den Teilen drei bis sechs der Poesie der Nieder-Sachsen von Christian Friedrich Weichmann. Für dieses Werk schrieb er viele Lob-, Hochzeits- und Begräbnisgedichte und Epigramme und übersetzte vorhandene antike oder französische Prosa. Georg Philipp Telemann schätzte Wilckens als Dichter für die eigene geistliche Musik.